# Maliattha latifasciata
Maliattha latifasciata là một loài bướm đêm trong họ Noctuidae.